# Ossoglutarato deidrogenasi (NADP+)
La ossoglutarato deidrogenasi (NADP+) è un enzima appartenente alla classe delle ossidoreduttasi, che catalizza la seguente reazione:
2-ossoglutarato + CoA + NADP+ ⇄ succinil-CoA + CO2 + NADPH
L'enzima di Euglena può utilizzare anche il NAD+ come accettore, anche se più lentamente.